# Красная Поляна (Тетюшский район)
Кра́сная Поля́на — деревня в Тетюшском районе Татарстана. Входит в состав городского поселения Тетюши.

## География
Находится в юго-западной части Татарстана на расстоянии приблизительно 4 км на север-северо-запад по прямой от районного центра города Тетюши.

## История
Известно с 1651 года, упоминалось также как Успенское. В начале XX века это было село с Успенской церковью и двумя школами.

## Население
Постоянных жителей насчитывалось в 1859 году — 993, в 1897—1391, в 1908—1514, в 1920—1513, в 1926—1426, в 1938—1472, в 1949—820, в 1958—503, в 1970—226, в 1979—131, в 1989 — 32. Постоянное население составляло 11 человек (русские 82 %) в 2002 году, 3 в 2010.

## Достопримечательности
Руинированная Успенская церковь.